# Andricus kollari
Andricus kollari är en stekelart som först beskrevs av Hartig 1843.  Andricus kollari ingår i släktet Andricus och familjen gallsteklar. Inga underarter finns listade i Catalogue of Life.

## Bildgalleri

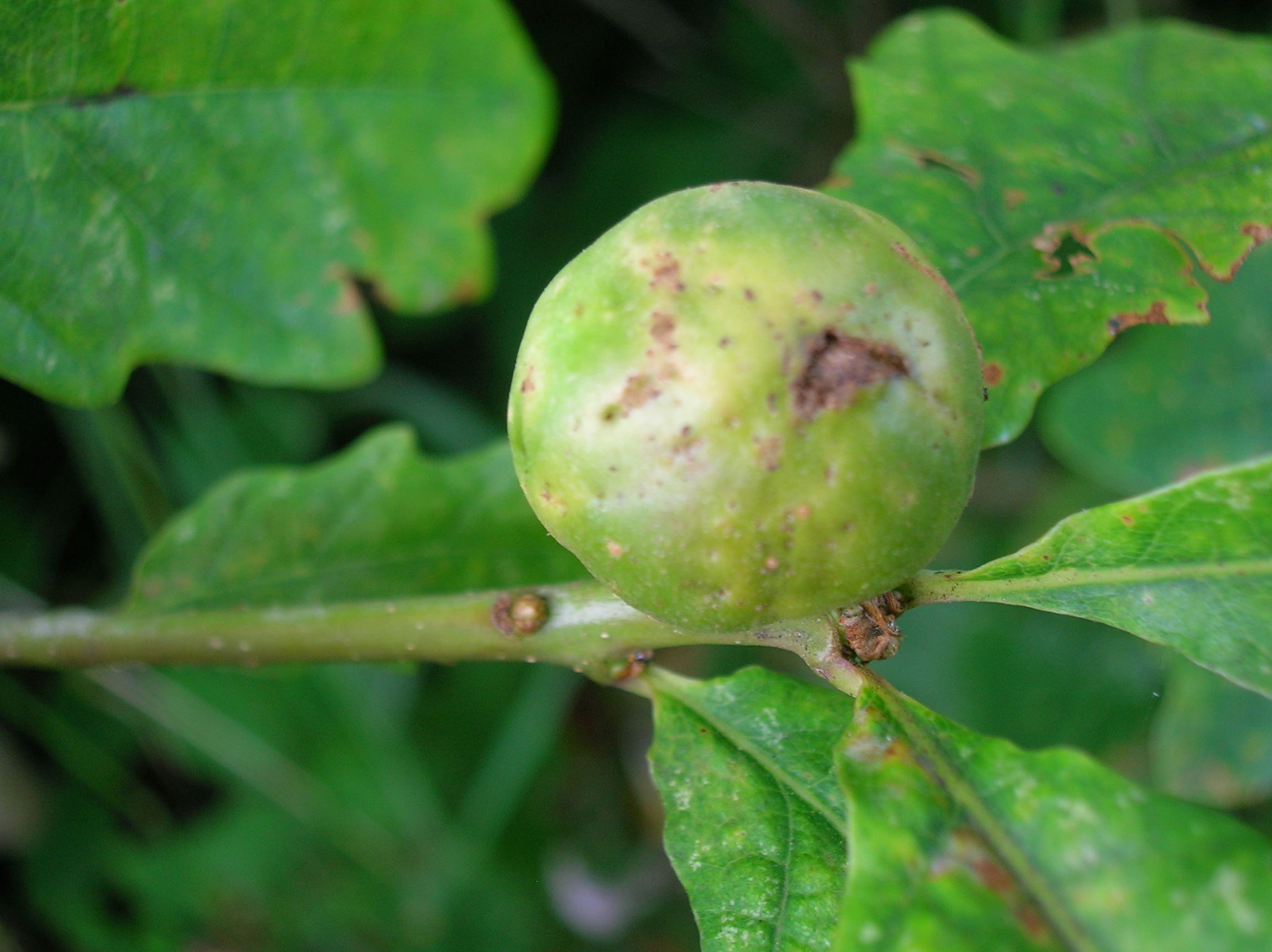
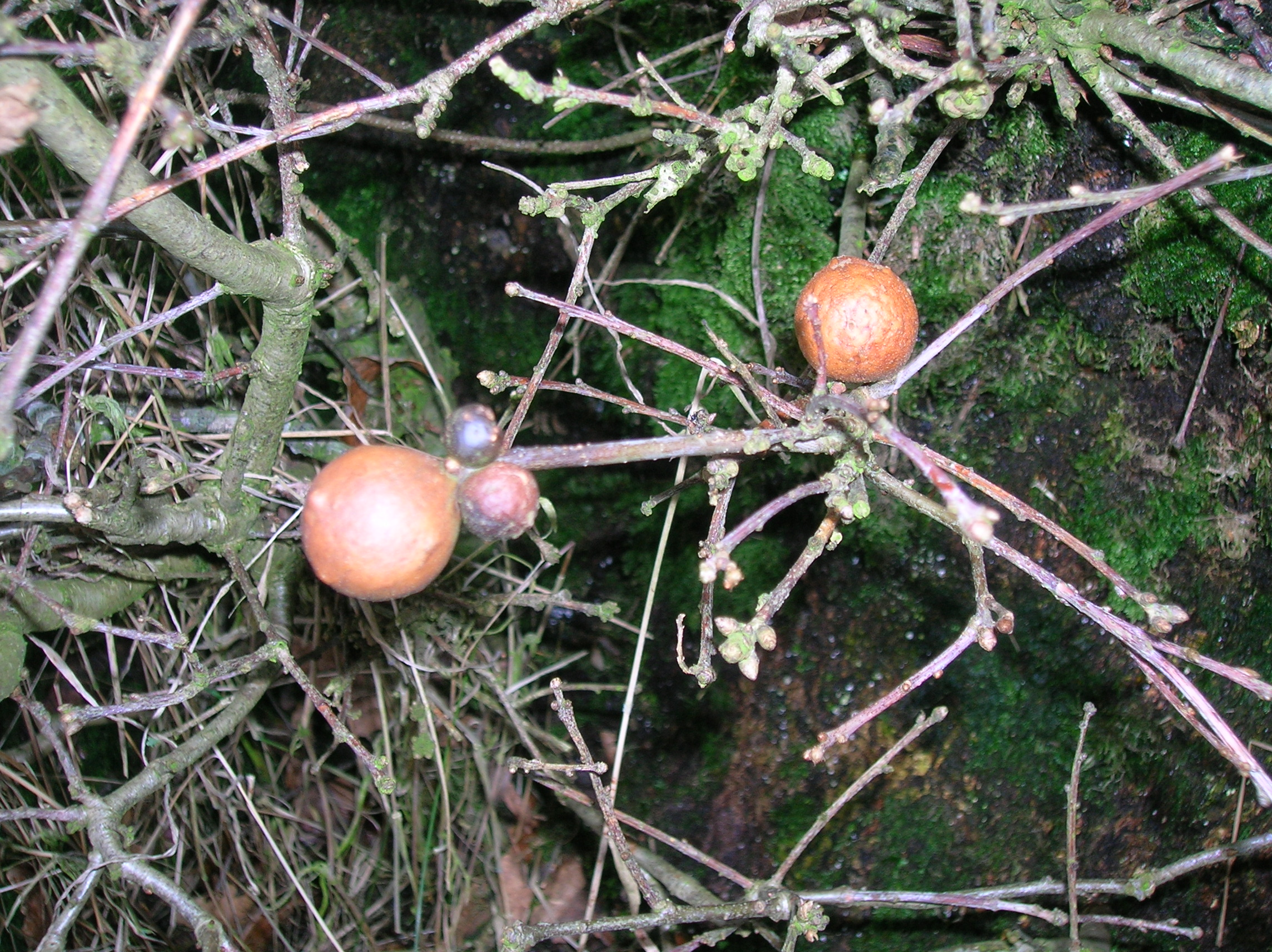
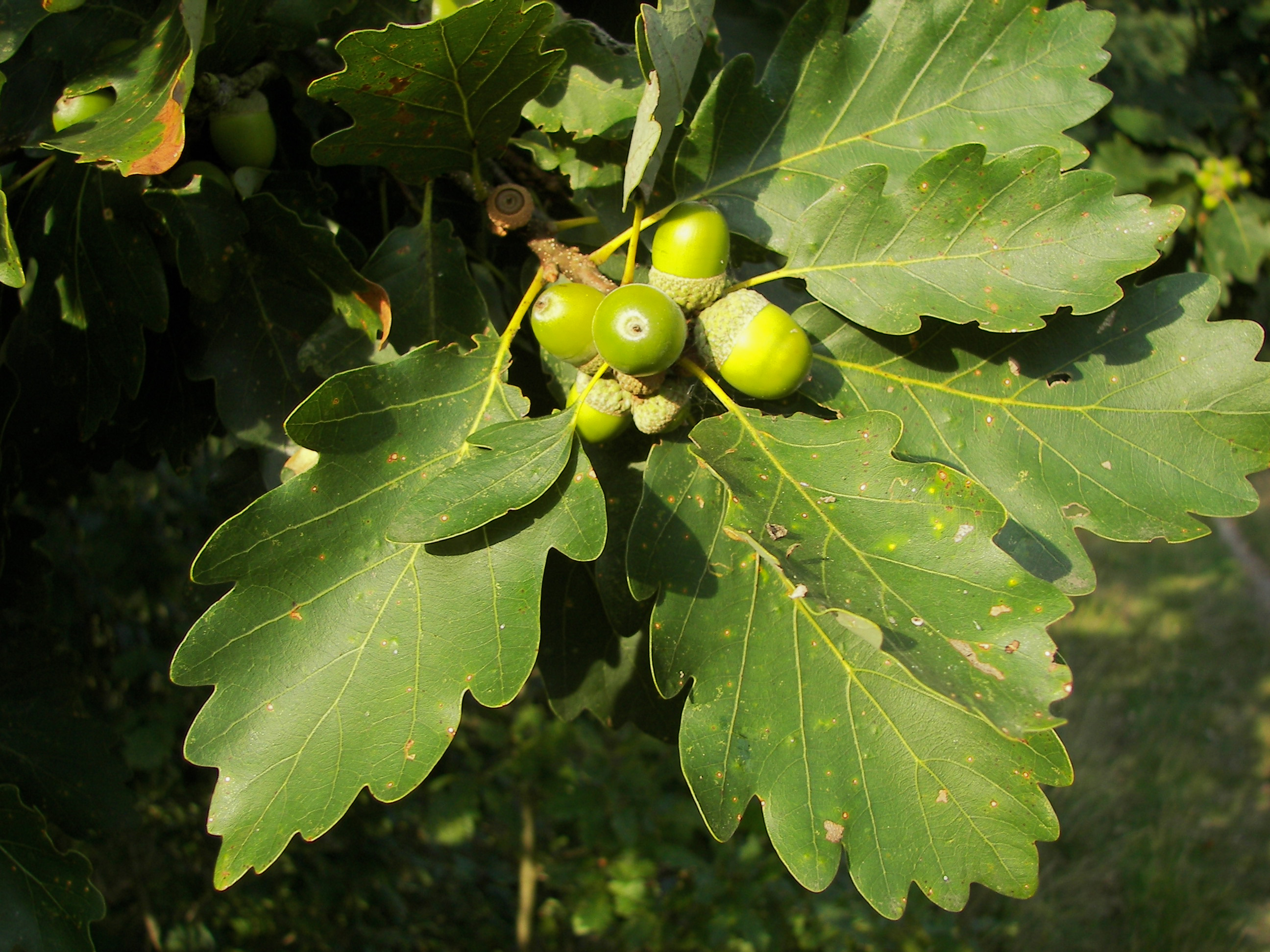
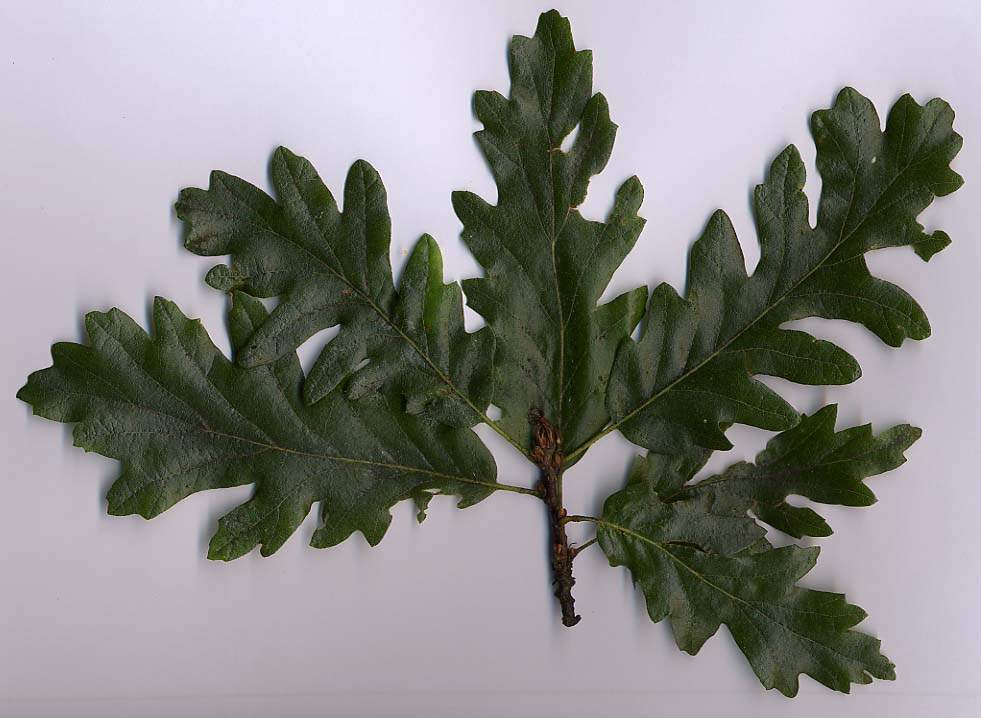
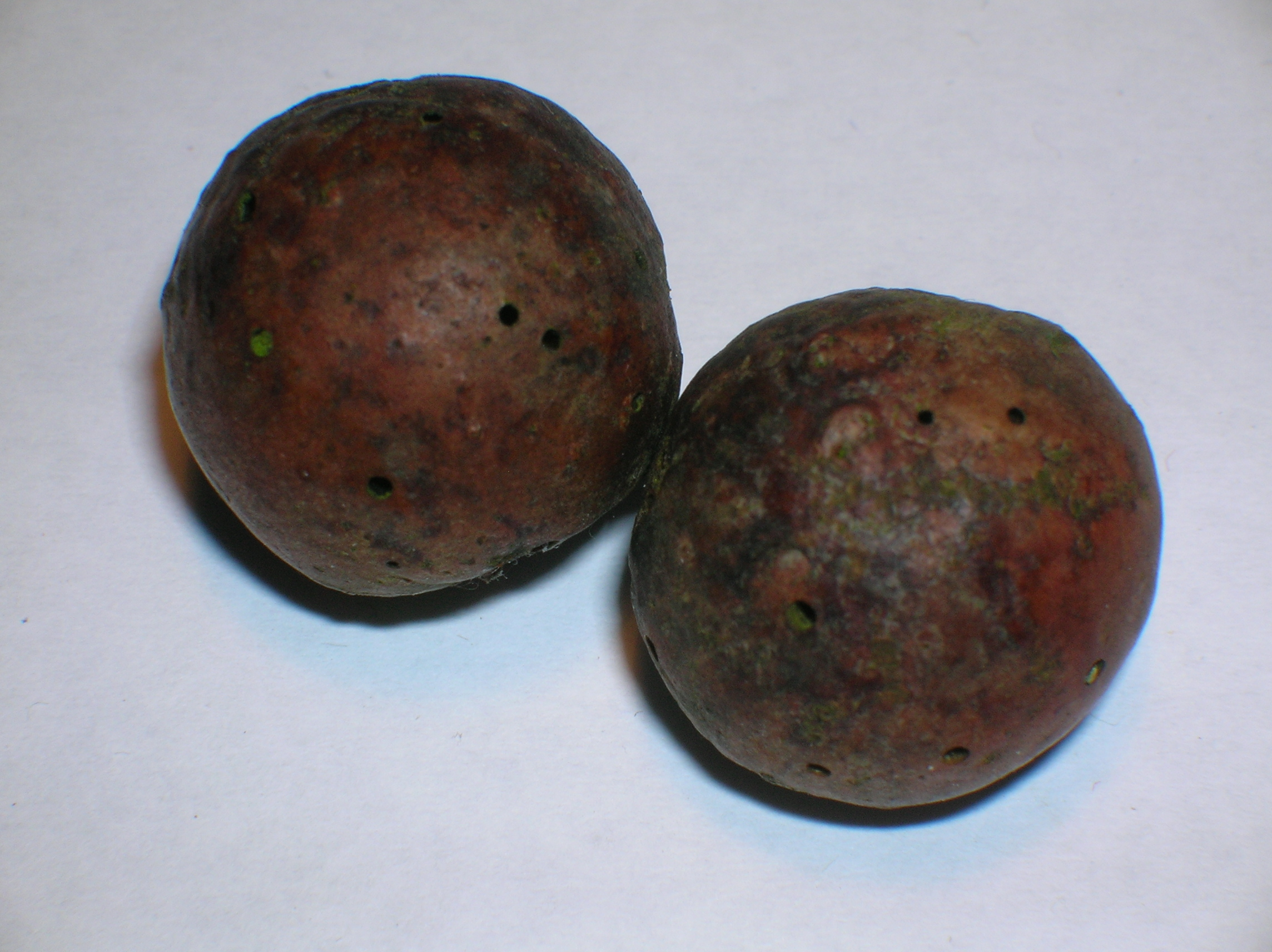